# Euphaea bocki
Euphaea bocki är en trollsländeart som beskrevs av Mclachlan 1880. Euphaea bocki ingår i släktet Euphaea och familjen Euphaeidae. IUCN kategoriserar arten globalt som livskraftig. Inga underarter finns listade i Catalogue of Life.